# Planetariul din Baia Mare
Planetariul din Baia Mare este o institutie de cultura din Baia Mare, amplasata în Str. George Coșbuc nr. 16. Înființat în 1969 ca primul planetariu public din România și unicul din Transilvania (până în 2019), Planetariul Baia Mare – în urma finalizării Observatorului Astronomic, a devenit începând cu 1971 un punct nodal de citire și înregistrare a datelor astronomice, instituțional primind numele de Complexul Astronomic Baia Mare, din motive administrative ajungând sub coordonarea Muzeului Județean Maramureș, iar după reorganizarea acestui complex muzeal, din 2006 funcționează ca și secție de specialitate în cadrul Muzeului de Mineralogie Baia Mare. Parte a unui ansamblu muzeal de excepție în România – MUZEUL DE MINERALOGIE BAIA MARE – Planetariul și Observatorul astronomic oferă spectacole memorabile de planetariu în cupolă (ghidaje pe cerul artificial proiectat cu un dispozitiv optico-mecanic în care sunt relevate atât dimensiunea științifică, cât și cea culturală, chiar și în identificare populară românească a constelațiilor și a anumitor fenomene cosmice), observații astronomice gratuite a unor fenomene sau clase de obiecte din sistemul solar (planete, sateliți naturali etc.) ori aparținând universului de adâncime (galaxii, clustere etc.), organizează expoziții de bază (”Universul în mileniul III”, ”Sistemul Solar”, ”Mișcări pe bolta cerească”) și temporare (”Telescopul Hubble”, ”Instrumente și tehnici de navigație”, ”Astronomicus” etc.), găzduind de asemenea o colecție filatelică foarte valoroasă, cu peste 650 de piese (cu adăugare în 2012 a încă 2000 de piese) dedicată istoriei astronomiei și eforturilor de cunoaștere și cucerire a spațiului cosmic. Planetariul Baia Mare este o instituție muzeală și un obiectiv cultural turistic important din Maramureș, cu o rată anuală de vizitare ce depășește 20.000 de vizitatori din țară și din afara țării. În 2012 Planetariul Baia Mare derulează două proiecte importante, unul vizând recuperarea și promovarea viziunii tradiționale românești asupra cerului (astronomie populară), celălalt urmărind modernizarea facilităților, tehnologiei și serviciilor oferite publicului larg.
De la 1 iulie 2014, Planetariul Baia Mare a devenit instituție de sine stătătoare, prin desprinderea de Muzeul de Mineralogie și încadrarea ca centru cultural cu personalitate juridică, sub titulatura de Complexul Astronomic Baia Mare, în subordinea Consiliului Județean Maramureș.
```
Locația în google.maps este: 
http://maps.google.com/maps?f=q&source=s_q&hl=en&geocode=&q=Baia%20Mare&sll=37.0625,-95.677068&sspn=34.808514,79.013672&ie=UTF8&t=h&hnear=Baia%20Mare,%20Romania&ll=47.657121,23.564172&spn=0.010117,0.021458&z=15&iwloc=A&source=embed
```